# Olympische Sommerspiele 1936/Radsport
Bei den XI. Olympischen Sommerspielen 1936 in Berlin wurden sechs Wettbewerbe im Radsport ausgetragen.

## Bilanz

### Medaillenspiegel
| Platz  | Land            | Gold | Silber | Bronze | Gesamt |
| ------ | --------------- | ---- | ------ | ------ | ------ |
| 1      | Frankreich      | 3    | 2      | 2      | 7      |
| 2      | Deutsches Reich | 2    | –      | 1      | 3      |
| 3      | Niederlande     | 1    | 2      | –      | 3      |
| 4      | Schweiz         | –    | 1      | 1      | 2      |
| 5      | Italien         | –    | 1      | –      | 1      |
| 6      | Belgien         | –    | –      | 1      | 1      |
| 6      | Großbritannien  | –    | –      | 1      | 1      |
| Gesamt | Gesamt          | 6    | 6      | 6      | 18     |

### Medaillengewinner
| Disziplin                        | Gold                                                                       | Silber                                                             | Bronze                                                                          |
| -------------------------------- | -------------------------------------------------------------------------- | ------------------------------------------------------------------ | ------------------------------------------------------------------------------- |
| Straßenradsport                  |                                                                            |                                                                    |                                                                                 |
| Straßenrennen Einzelwertung      | Robert Charpentier (FRA)                                                   | Guy Lapébie (FRA)                                                  | Ernst Nievergelt (SUI)                                                          |
| Straßenrennen Mannschaftswertung | FrankreichRobert Charpentier Robert Dorgebray Guy Lapébie Jean Goujon      | SchweizEdgar Buchwalder Ernst Nievergelt Kurt Ott Gottlieb Weber   | BelgienAuguste Garrebeek Armand Putzeys Jean-François Van Der Motte Jef Lowagie |
| Bahnradsport                     |                                                                            |                                                                    |                                                                                 |
| Sprint                           | Toni Merkens (GER)                                                         | Arie van Vliet (NED)                                               | Louis Chaillot (FRA)                                                            |
| 1000 m Zeitfahren                | Arie van Vliet (NED)                                                       | Pierre Georget (FRA)                                               | Rudolf Karsch (GER)                                                             |
| 2000 m Tandem Sprint             | Ernst Ihbe / Carl Lorenz (GER)                                             | Bernard Leene / Hendrik Ooms (NED)                                 | Pierre Georget / Georges Maton (FRA)                                            |
| 4000 m Mannschaftsverfolgung     | FrankreichRobert Charpentier Jean Goujon Guy Lapébie Roger-Jean Le Nizerhy | ItalienBianco Bianchi Mario Gentili Armando Latini Severino Rigoni | GroßbritannienHarry Hill Ernest Johnson Charles Thomas King Ernie Mills         |

## Ergebnisse

### Bahnradsport

#### Sprint
| Platz | Land | Athlet         | Zeit        |
| ----- | ---- | -------------- | ----------- |
| 1     | GER  | Toni Merkens   | 11,8 s (OR) |
| 2     | NED  | Arie van Vliet | 11,8 s (OR) |
| 3     | FRA  | Louis Chaillot | 12,0 s      |
| 4     | ITA  | Benedetto Pola |             |

Datum: 6. bis 7. August 1936

#### 1000 m Zeitfahren
| Platz | Land | Athlet         | Zeit            |
| ----- | ---- | -------------- | --------------- |
| 1     | NED  | Arie van Vliet | 1:12,0 min (OR) |
| 2     | FRA  | Pierre Georget | 1:12,8 min      |
| 3     | GER  | Rudolf Karsch  | 1:13,2 min      |
| 4     | ITA  | Benedetto Pola | 1:13,6 min      |
| 5     | DEN  | Arne Pedersen  | 1:14,0 min      |
| 5     | HUN  | László Orczán  | 1:14,0 min      |
| 7     | GBR  | Ray Hicks      | 1:14,8 min      |
| 8     | NZL  | George Giles   | 1:15,0 min      |
| 8     | SUI  | Edy Baumann    | 1:15,0 min      |

Datum: 8. August 1936

#### 2000 m Tandem Sprint
| Platz | Land | Athleten                       |
| ----- | ---- | ------------------------------ |
| 1     | GER  | Ernst Ihbe / Carl Lorenz       |
| 2     | NED  | Bernard Leene / Henrik Ooms    |
| 3     | FRA  | Pierre Georget / Georges Maton |
| 4     | ITA  | Carlo Legutti / Bruno Loatti   |

Datum: 7. bis 8. August 1936

#### 4000 m Mannschaftsverfolgung
| Platz | Mannschaft                                                                  | Zeit       |
| ----- | --------------------------------------------------------------------------- | ---------- |
| 1     | Frankreich Robert Charpentier Jean Goujon Guy Lapébie Roger-Jean Le Nizerhy | 4:45,0 min |
| 2     | Italien Bianco Bianchi Mario Gentili Armando Latini Severino Rigoni         | 4:51,0 min |
| 3     | Großbritannien Harry Hill Ernest Johnson Charles Thomas King Ernest Mills   | 4:53,6 min |
| 4     | Deutsches Reich Erich Arndt Heinz Hasselberg Heiner Hoffmann Karl Klöckner  | 4:55,0 min |

Datum: 6. bis 8. August 1936

### Straßenrennen (100 km)

#### Einzelwertung
| Platz | Land | Athlet             | Zeit        |
| ----- | ---- | ------------------ | ----------- |
| 1     | FRA  | Robert Charpentier | 2:33:05,0 h |
| 2     | FRA  | Guy Lapébie        | 2:33:05,2 h |
| 3     | SUI  | Ernst Nievergelt   | 2:33:05,8 h |
| 4     | GER  | Fritz Scheller     | 2:33:06,0 h |
| 4     | GBR  | Charles Holland    | 2:33:06,0 h |
| 4     | FRA  | Robert Dorgebray   | 2:33:06,0 h |
| 7     | ITA  | Pierino Favalli    | 2:33:06,2 h |
| 8     | BEL  | Auguste Garrebeek  | 2:33:06,6 h |
| 8     | BEL  | Armand Putzeys     | 2:33:06,6 h |
| 8     | TUR  | Talat Tunçalp      | 2:33:06,6 h |

Datum: 10. August 1936

#### Mannschaftswertung
| Platz | Mannschaft                                                                       | Zeit        |
| ----- | -------------------------------------------------------------------------------- | ----------- |
| 1     | Frankreich Robert Charpentier Robert Dorgebray Guy Lapébie Jean Goujon           | 7:39:16,2 h |
| 2     | Schweiz Edgar Buchwalder Ernst Nievergelt Kurt Ott Gottlieb Weber                | 7:39:20,4 h |
| 3     | Belgien Auguste Garrebeek Armand Putzeys Jean-François Van Der Motte Jef Lowagie | 7:39:21,0 h |
| 4     | Italien Pierino Favalli Glauco Servadei Corrado Ardizzoni Elio Bavutti           | 7:39:22,0 h |
| 5     | Österreich Virgilius Altmann Hans Höfner Eugen Schnalek Karl Kühn                | 7:39:24,0 h |

Datum: 10. August 1936